# 北西セム諸語
北西セム諸語（ほくせいセムしょご、Northwest Semitic）は、セム語派の下位群のひとつ。地中海東岸のレバント地方の諸言語を含む。

## 概要
北西セム諸語は、伝統的にはセム語派を構成する3つの語群のひとつ（他は東セム諸語と南セム諸語）とされていたが、1970年代にロバート・ヘツロンは形態論における革新を根拠にして北西セム諸語とアラビア語をあわせた中央セム諸語を立て、北西セム諸語はその下位分類とされた。北西セム語とアラビア語は、とくに動詞の未完了形の作りかたが共通する（詳細は中央セム諸語を参照）。

## 特徴
北西セム諸語がアラビア語と異なる点としては、以下がある。
- セム祖語の語頭の *w が接続詞の w- を除いて y に変化している。たとえば「子供」はアラビア語で walad であるのに対し、ヘブライ語では yeleḏ である[3]。
- 名詞の複数形が接尾辞を付加することによって行われる。ただしこの特徴はアッカド語にも見られる[4]。
- CVCC型の名詞は、複数形で2番目と3番目の子音の間に「a」を付加する（ヘブライ語 meleḵ < *malk「王」：məlāḵīm < *malakīm「王たち」）。

## 下位分類
北西セム諸語はカナン諸語（フェニキア語、ヘブライ語など）、アラム語、ウガリット語などに分かれる。
バビロン第1王朝時代の粘土板に見られる固有名詞から復元されるアムル人（アモリ人）の言語も、語頭の w が y に変化するなど、北西セム諸語と同じ変化を示している。また長い ā が ō に変化する点はカナン諸語と共通している。